# Херцогство Бавария
Херцогство Бавария (на немски: Herzogtum Bayern) е едно от петте племенни херцогства, съществували през Средновековието в Югоизточна Германия на територията на съвременна Бавария.

## Ранно херцогство при Агилолфингите
Първото херцогство е образувано още през 6 век. То заема областта между реките Лех и Енс, планината Фихтел и Тридентинските Алпи. Първият известен херцог е Гарибалд I (548–595), произлизащ от рода Агилолфинги. Столица на херцогството при него е град Регенсбург. Гарибалд се съюзява с лангобардите против натиска на франките, но е разбит и принуден да моли за мир. Неговият наследник, Тасило I († 612), започва враждебни действия против славяните и техните съюзници аварите. Неговите наследници стават съюзници с кралете на франките и постепенно попадат под тяхна зависимост.
При Гарибалд II († 650 г.), със съдействието на франкския крал Дагоберт I, са въведени първите писани закони (така наречената Баварска правда – на латински: lex Bajuwariorum). При Тасило II в Бавария със съдействието на франкските мисионери започва разпространението на християнството, като окончателно то се налага при херцог Теодо II († 716).
Херцог Одило († 748), зет на франкския майордом Карл Мартел, през 743 г. влиза в конфликт с братята на жена си Карлман и Пипин III, бяга и трябва да признае зависимостта на Бавария от франките, но запазва службата си като херцог. Той създава много манастири и сборникът със закони Lex Baiuvariorum. През 788 г. Тасило III трябва да предаде Бавария на Карл Велики.
В Каролингската империя Бавария получава статут на кралство и по Вердюнския договор влиза през 843 г. в състава на Източно франкското кралство.

## При Велфите

### Средновековие
През 1070 г. император Хайнрих IV дава херцогството в ленно владение на рода Велфи. През 1156 г. Фридрих I Барбароса дава Бавария на Хайнрих Лъв. 
През 1255 г. Бавария се дели на Херцогство Горна Бавария и Херцогство Долна Бавария. През 1340 г. при Лудвиг IV Горна и Долна Бавария се обединяват. Бавария се дели през 1349 г. отново чрез Ландсбергския договор на Херцогство Щраубинг-Холандия (Бавария-Щраубинг), Херцогство Горна Бавария и Херцогство Бавария-Ландсхут (Долна Бавария-Ландсхут) между шестте синове на Лудвиг IV.
По този начин Бавария губи част от влиянието си в империята и херцогът ѝ не е включен в списъка на седмината принцове електове (курфюрстове) на императора. 
През 1392 Бавария се разделя отново между синовете на Стефан II на Херцогство Бавария-Инголщат, Херцогство Бавария-Ландсхут, Херцогство Бавария-Мюнхен. Вследствие на това Бавария губи част от влиянието си в империята, Чрез Primogenitur – закон от 8 юли 1506 г. от Албрехт IV всички баварски линии се събират.

### 16 век
На 5 март 1522 г. Вилхелм IV обнародва едикт, който осъжда тезите на Мартин Лутер, а през 1524 г. забранява печатането, продаването и разпространяването на текстовете му. 
Наследникът му, Албрехт V, разрешава протестантската литература и пеенето на лутерански псалми в църквите, но не и в Мюнхен. Право на гражданство на Мюнхен имат единствено католиците. Част от протестантите се преместват в Аугсбург, Нюрнберг и Регенсбург. 

### 17 век
През 1609 г. император Рудолф II дава град Донаувьорт на баварския херцог Максимилиан I вследствие на намесата му за защита правата на католиците. 
Бавария участва активно в Тридесетгодишната война на страната на Фердинанд II. Херцогството участва в превземането на Бохемия с 25 000 души. По време на войната, през 1623 г., херцогството е преобразувано в курфюрство с курфюрст Максимилиан I. 

## Галерия
- Бавария около 600 г.
- Племенното херцогство Бавария през 788 г.
- Херцогство Бавария 952–976 г.